# Trenčínský kraj
Trenčínský kraj (slovensky Trenčiansky kraj, maďarsky Trencséni kerület) je kraj na Slovensku v západní části země s krajským městem Trenčínem. Má rozlohu 4501,9 km² a v roce 2021 zde žilo 577 464 obyvatel. V kraji je 9 okresů a 275 obcí, z nichž 18 má status města.

## Charakter kraje
Trenčínský kraj sousedí s Žilinským, Banskobystrickým, Nitranským a Trnavským krajem a na západě také s Jihomoravským a Zlínským krajem v Česku. Nejvyšším bodem kraje je hora Vtáčnik ve stejnojmenném pohoří na hranici s Banskobystrickým krajem. Většina jeho území je hornatá, protíná ho ale úrodné údolí Váhu, největší řeky celé země. Jeho údolím vede také hlavní slovenská dálnice D1 a velmi důležité železniční spoje.
V roce 2022 v kraji žilo 165 lidí s moravskou národností.

## Okresy
- Okres Bánovce nad Bebravou
- Okres Ilava
- Okres Myjava
- Okres Nové Mesto nad Váhom
- Okres Partizánske
- Okres Považská Bystrica
- Okres Prievidza
- Okres Púchov
- Okres Trenčín